# Santissimo Redentore a Val Melaina (titre cardinalice)
Le titre cardinalice de Santissimo Redentore a Val Melaina (Très Saint Rédempteur au val Melaina) a été créé par Jean-Paul II le 26 novembre 1994. Il est rattaché à l'Église Santissimo Redentore a Val Melaina qui se trouve dans le quartier Monte Sacro au nord de Rome.

## Titulaires
- Ersilio Tonini (1994-2013)
- Ricardo Ezzati Andrello depuis 2014